# 博科尔
博科尔，是匈牙利诺格拉德州所辖的一个村。总面积6.75平方公里，总人口113，人口密度16.7人/平方公里（2011年1月1日）。